# Sandra Arenas
Sandra Lorena Arenas Campuzano (17 de septiembre de 1993) es una marchadora que nació en Pereira, Colombia. Es medallista de plata en marcha de 20 kilómetros en los Juegos Olímpicos de Tokio 2020.
En el Campeonato Mundial Junior de Atletismo de 2012 en Barcelona llegó tercera en los 10 kilómetros marcha con un tiempo de 45:44,46, logrando la medalla de bronce.  Ese mismo año fue ganadora de la Copa del Mundo de Marcha Atlética de 2012, celebrada en Saransk, Rusia; 45:57 fue el tiempo con el que Arenas ganó la prueba de los 10 km, convirtiéndose en la primera colombiana en lograrlo.
Su entrenador es Libardo Hoyos.

## Palmarés internacional
| Juegos Olímpicos | Juegos Olímpicos | Juegos Olímpicos | Juegos Olímpicos     |
| Año              | Lugar            | Medalla          | Competición          |
| ---------------- | ---------------- | ---------------- | -------------------- |
| 2021             | Tokio (Japón)    | Medalla de plata | Marcha 20 kilómetros |